# المسيحية في النرويج

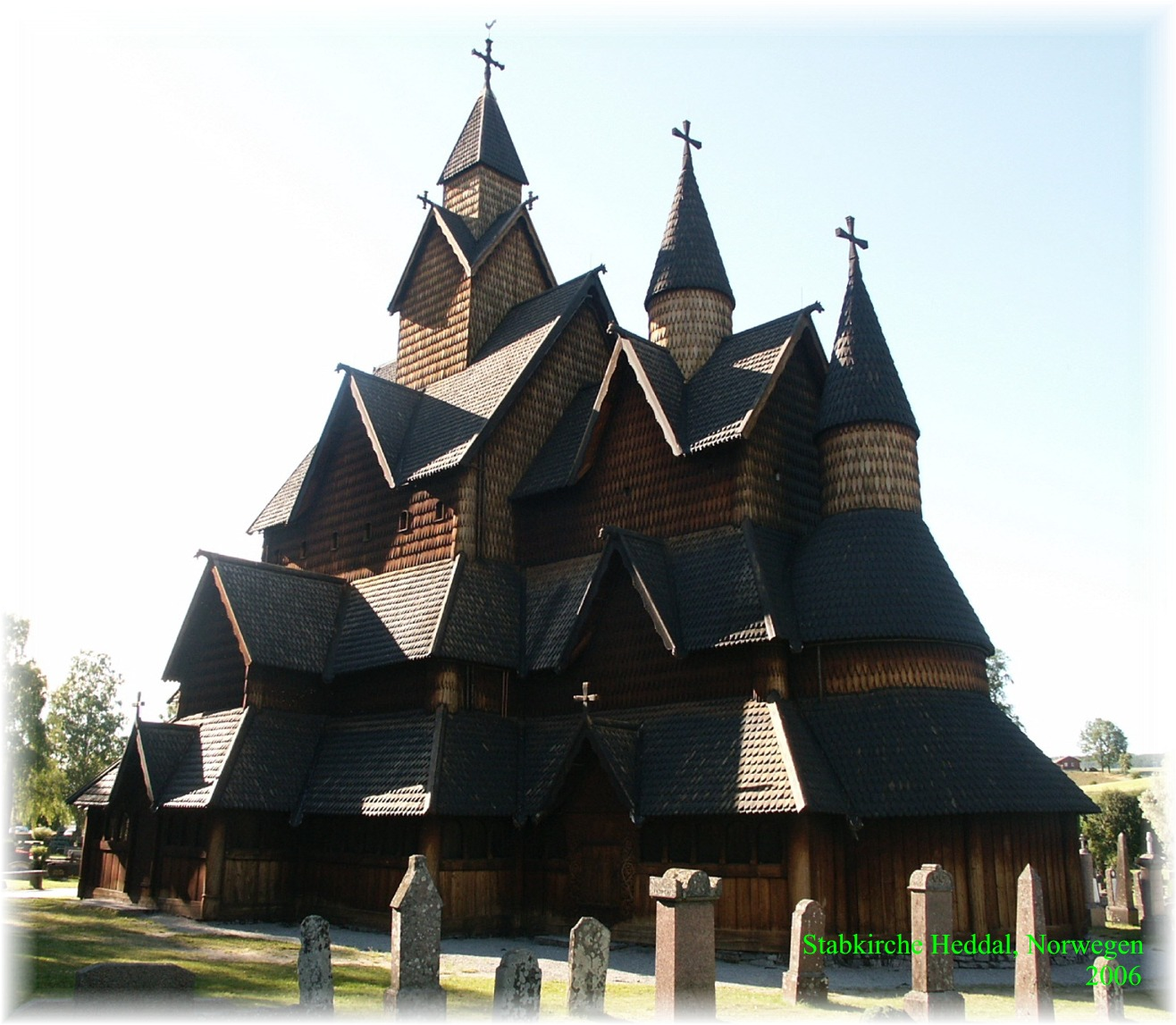
كنيسة خشبية في النرويج.

المسيحية في النرويج هي الديانة السائدة إذ تفيد إحصائيات التعداد السكاني لنهاية عام 2016 أنَّ 78.5% من النرويجيين ينتمون إلى الديانة المسيحية، البروتستانتية اللوثرية هي أكبر طائفة مسيحية في البلاد حيث ينتمي حوالي 71.5% من النرويجيين إلى كنيسة النرويج اللوثرية. ويسجل النرويجيين عند التعميد كأعضاء في كنيسة النرويج، يحافظ العديدون على عضويتهم في الكنائس التابعة للدولة لكي يستطيعوا استخدام الخدمات مثل التعميد وسر التثبيت والزواج والدفن والطقوس التي تمتلك مكانة ثقافية قويَّة في النرويج.
حتى عام 2012 كانت النرويج دولة مسيحية رسميًا، ويعتبر الملك هارالد الخامس هو رئيس كنيسة النرويج اللوثرية ويملك السلطة العليا في الكنيسة النرويجية. وينص الدستور النرويجي الحديث على أن«كنيسة النرويج، الكنيسة الإنجيلية اللوثرية، هي الكنيسة الوطنية للنرويج وتحصل على الدعم الدائم من الدولة». وعلى هذا النحو، يذكر الدستور أنَّ «اللوثرية هي الدين الرسمي للدولة وأن الملك هو الرئيس الزمني الأعلى للكنيسة». و«تتم المشاركة في إدارة الكنيسة بين وزارة الكنيسة والتعليم والبحوث المركزي وسلطات البلدية محليًا».

## تاريخ

### العصور الوسطى

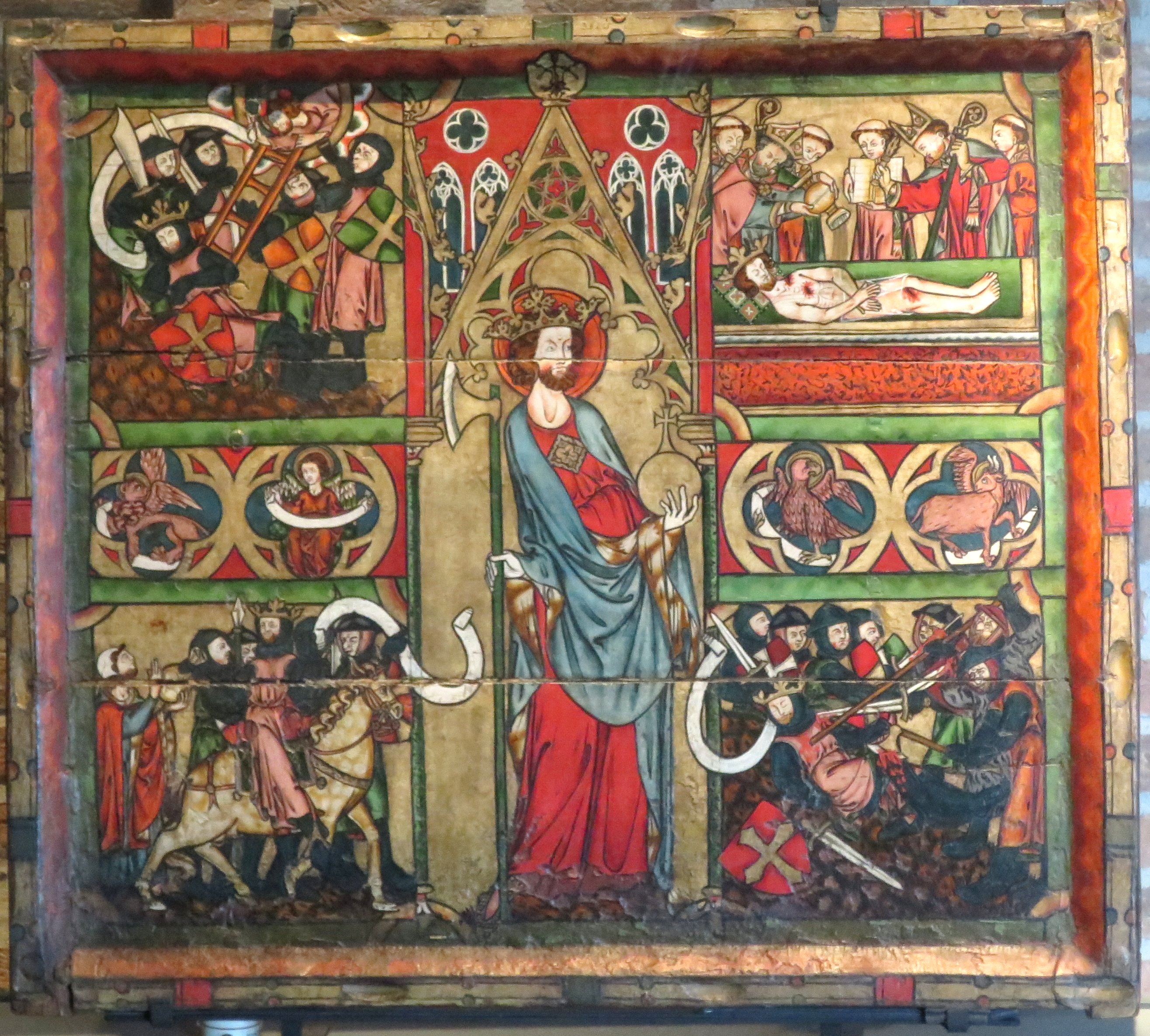
القديس أولاف ويعزى له تحول النرويج للمسيحية.

بدأت النرويج التحول إلى المسيحية في 1000، وقد جلبت الغارات على الجزر البريطانية والممالك الفرنجية الفايكنج بالإتصال مع المسيحية. حاول هاوكون الخيَّر الذي نشأ في أنجلترا ادخال المسيحية في منتصف القرن العاشر، ولكنه لاقلا مقاومة من القادة الوثنيين. لكن سرعان ما استُبدلت التقاليد المسيحية بتلك النوردية بشكل تدريجي في القرنين العاشر والحادي عشر. ويعزى ذلك إلى حد كبير للملوك المبشرين «أولاف تريغفاسون» والقديس «أولاف». وكان الملك «هاكون الخيّر» ملك النرويج المسيحي الأول في منتصف القرن العاشر، على الرغم من رفض محاولته لإدخال الدين للبلاد.
أطلق أولاف تريغفاسون المولود في وقت ما بين سنتي 963 و 969 م حملات بحرية على انكلترا بأسطول مكوّن من 390 سفينة، وهاجم لندن خلال هذه الإغارة. عندما عاد أولاف إلى النرويج في عام 995، نزل في موستر وبنى هناك كنيسة أصبحت أول كنيسة مسيحية في النرويج. أبحر أولاف من موستر شمالاً إلى تروندهايم حيث نصب ملكاً للنرويج من قبل أيراثينغ في سنة 995م. جعل أولاف مهمته تحويل النرويج والمستعمرات النوردية في الغرب بأسرع ما يمكن. تم تحويل العديد من هؤلاء المتحولين الجدد باستخدام التهديدات والتعذيب والإعدام، انهارت المقاومة الوثنية وفي غضون بضع سنوات كانت النرويج، على الأقل اسمًيا، بلدًا مسيحيًا. وعمل القديس أولاف الثاني على فرض التعميد واستيراد رجال الدين المسيحيين من إنجلترا وبناء الكنائس في أنحاء النرويج. وكثيرًا ما أقام المسيحيين في النرويج كنائس أو أماكن مقدسة أخرى على أنقاض مواقع كانت مقدسة في عهد الدين النورسي. وقد أصبحت المسيحية راسخة في النرويج في منتصف القرن الحادي عشر وأصبحت مهيمنة في منتصف القرن الثاني عشر. وقد بنيت الكنائس من الخشب منذ القرن الثالث عشر.

### عصر الإصلاح

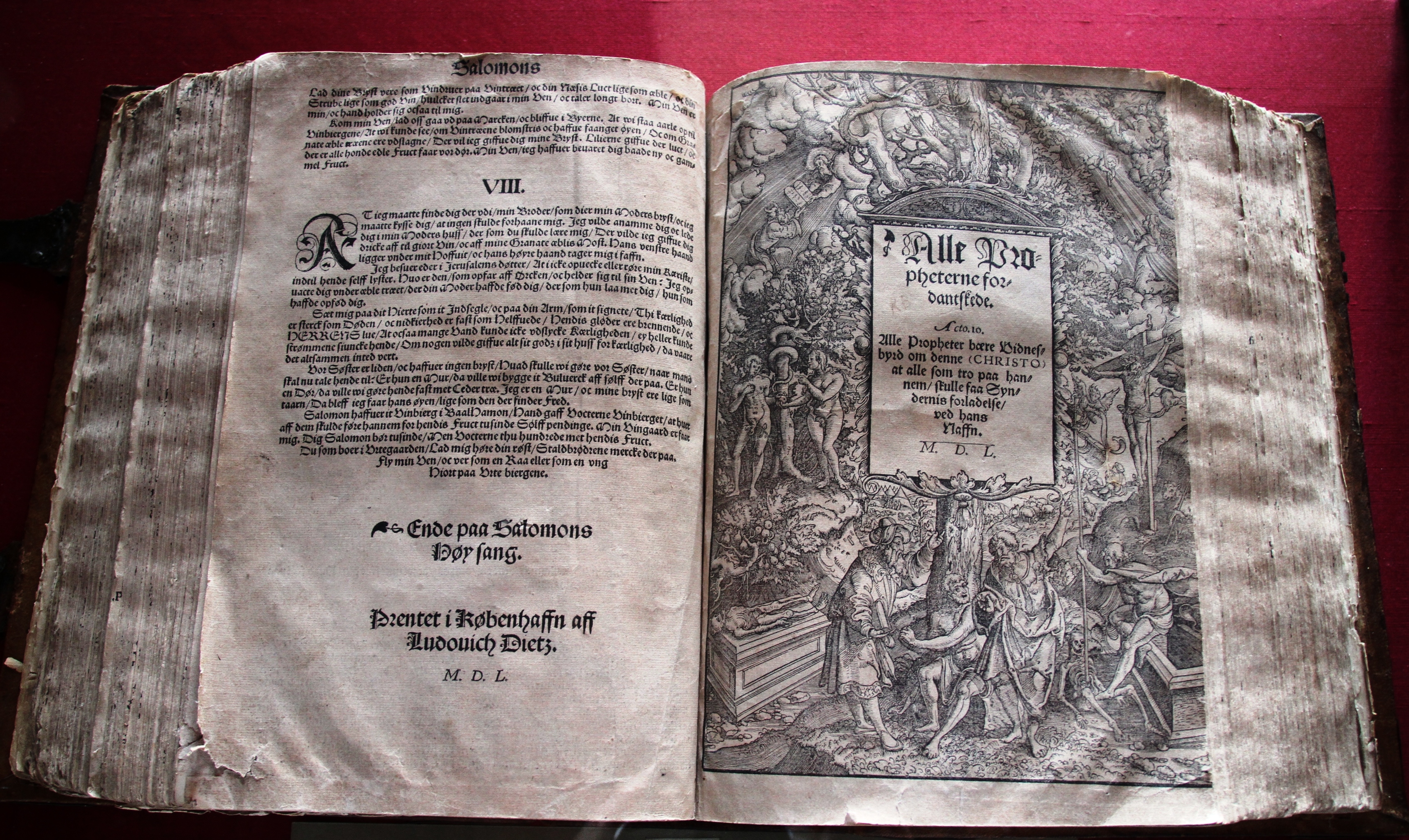
أول ترجمة الكتاب المقدس باللغة النرويجية، حيث شهد عصر كريستيان الثالث تحول النرويج للمذهب اللوثري.

كان النرويجيين كاثوليك حتى عصر الملك الدنماركي كريستيان الثالث والذي شهد عصره تحول البلاد من المذهب الكاثوليكي إلى المذهب اللوثري في عام 1536، حيث كان النرويج محكومه من قبل الدنمارك وهو ما نتج عنه تحول النرويجيين أيضًا. أدخل قانون الكنيسة الدنماركيَّة في عام 1537، واعتمد مجلس الكنيسة النرويجية رسميًا مذهب اللوثرية في عام 1539. وقد تم حل الأديرة ومصادرة ممتلكات الكنيسة الرومانية الكاثوليكية لصالح كنيسة النرويج اللوثرية التي أنشأتها ومولتها الدولة. وتم الإطاحة بالأساقفة الذين تمسكوا بالكاثوليكية، وفرّ رئيس أساقفة نيداروس من البلاد في سنة 1537.
مع التحول للبروتستانتية في عام 1536، تم حل مطرانية تروندهايم وأصبحت النرويج بالفعل أحد روافد الدانمارك، كما حُول دخل الكنيسة للبلاط الملكي في كوبنهاغن. فقدت النرويج تدفق الحجاج المستمر إلى القطع الأثرية للقديس أولاف في مزار نيداروس وبالتالي فقدت الكثير من التواصل مع الحياة الثقافية والاقتصادية في بقية أنحاء أوروبا. واقتصر حضور الكاثوليكية على الأجزاء النائية من النرويج لعقود أخرى، على الرغم من أنه في نهاية المطاف هرب وهاجر معظم الكاثوليك المتبقيين إلى هولندا على وجه الخصوص. وتم استبدال العديد من الكهنة الكاثوليك بالقساوسة الدنماركيين والنرويجيين الذي تم تدريبهم في جامعة كوبنهاغن حيث لك يكن للنرويج جامعة آنذاك. واستخدمت الترجمة الدنماركيَّة للكتاب المقدس كما كانت لغة التعليم المسيحي والتراتيل آنذاك باللغة الدنماركيَّة. وكان لإستخدام الدانماركية في الاحتفالات الدينية تأثير قوي على تطوير اللغة النرويجية.

### العصور الحديثة

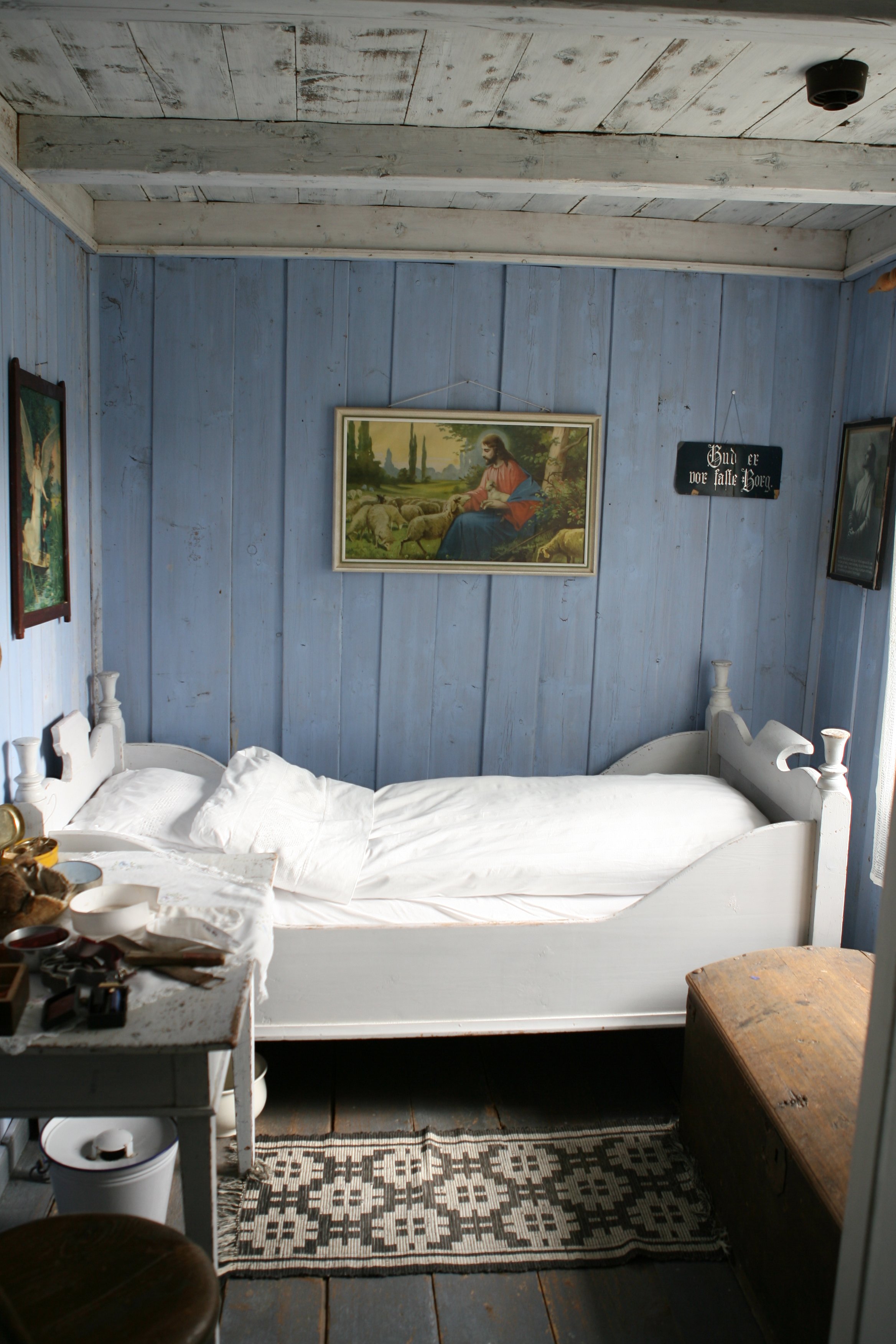
غرفة مبنيّة على الطراز التقوي؛ كان لحركة التقوية تأثير ثقافي هام على النرويج.

كان لنشوء البروتستانتية دور هام في تحسين مستوى التعليم ونشر المعرفة، ودعا مارتن لوثر إلى حق الفرد في تفسير الإنجيل، وشجّع على قراءة ودراسة الكتاب المقدس. وشهدت النرويج نشاط لحركة التقوية من أواخر القرن السابع عشر إلى منتصف القرن الثامن عشر وما بعده. وقد جمعت الحركة التقوية بين اللوثرية ذلك الوقت مع المـُصلحة، وخصوصاً البوريتانية، ركزت على تقوى الفرد، وحياة مسيحية قوية. كان لقيم حركة التقوية والتي تتضمن التواضع، وضبط النفس، والشعور بالواجب والنظام نفوذًا ثقافيًا ودينيًا قويًا في الدول الإسكندنافية. ويرى عدد من المؤرخين وعلماء الاجتماع أن ظهور البروتستانتية وحركة التقوى كان لها أثر كبير في نشوء الثورة العلمية، وكأحد الأسباب التي أدت إلى الثورة العلمية خاصًة في شمال أوروبا، فقد وجدوا علاقة ايجابية بين ظهور حركة التقوى البروتستانتية والعلم التجريبي.
كانت حركة هوجان أو هوجانيسم (بالنرويجيَّة: haugianere) من الحركات التقوية الفرعية والتي هدفت إلى إصلاح كنيسة الدولة وجلب الحياة والحيوية الجديدة في كنيسة النرويج التي كانت غالبًا ما تتسم بالشكلية والخمول. وشددت الحركة على الاجتهاد الشخصي، والمؤسسة، والاكتظاظ. أخذت حركة هوجان اسمها من التقوي هانس نيلسن هوج (1771-1824). وقد لعبت الحركة دورًا هامًا في رعاية الحركة الشعبية الديمقراطية في ذلك الوقت، وحفزت دخول ممثلي سكان الريف إلى السياسة. وازداد التوتر بين الطبقات الأكثر تميزًا والشعب، وكذلك بين رجال الدين والعلمانيين.
 عمل هانز نيلسن هوج واعظًا في وقت كان يحظر فيه هذا النشاط. حيث كان يحظر قانون كونفنتيكل لعام 1741 أي اجتماعات دينية غير مصرح بها من قبل كنيسة الدولة. مع مرور الوقت زادت حركة هوجان نفوذها في جميع أنحاء البلاد، ولعب كل من الرجال والنساء دورًا محوريًا في هذا الإنتعاش. كان لتعاليم هوج تأثير كبير على الحياة الاجتماعيَّة في النرويج. ضمن التجارة، أطلق العديد من أتباع حركة هوجان مبادرات في الصناعة، بما في ذلك بناء المطاحن، وأحواض بناء السفن، ومصانع الورق، وصناعة النسيج والطباعة. وفي إطار الأنشطة السياسية، حضر ثلاثة من أتباع حركة هوجان وهم جون هانسن سوربرودن، وكريستوفر بورجرسن هوين، وأولي راسموسن الجمعية الوطنية في إيدسفول في عام 1814.

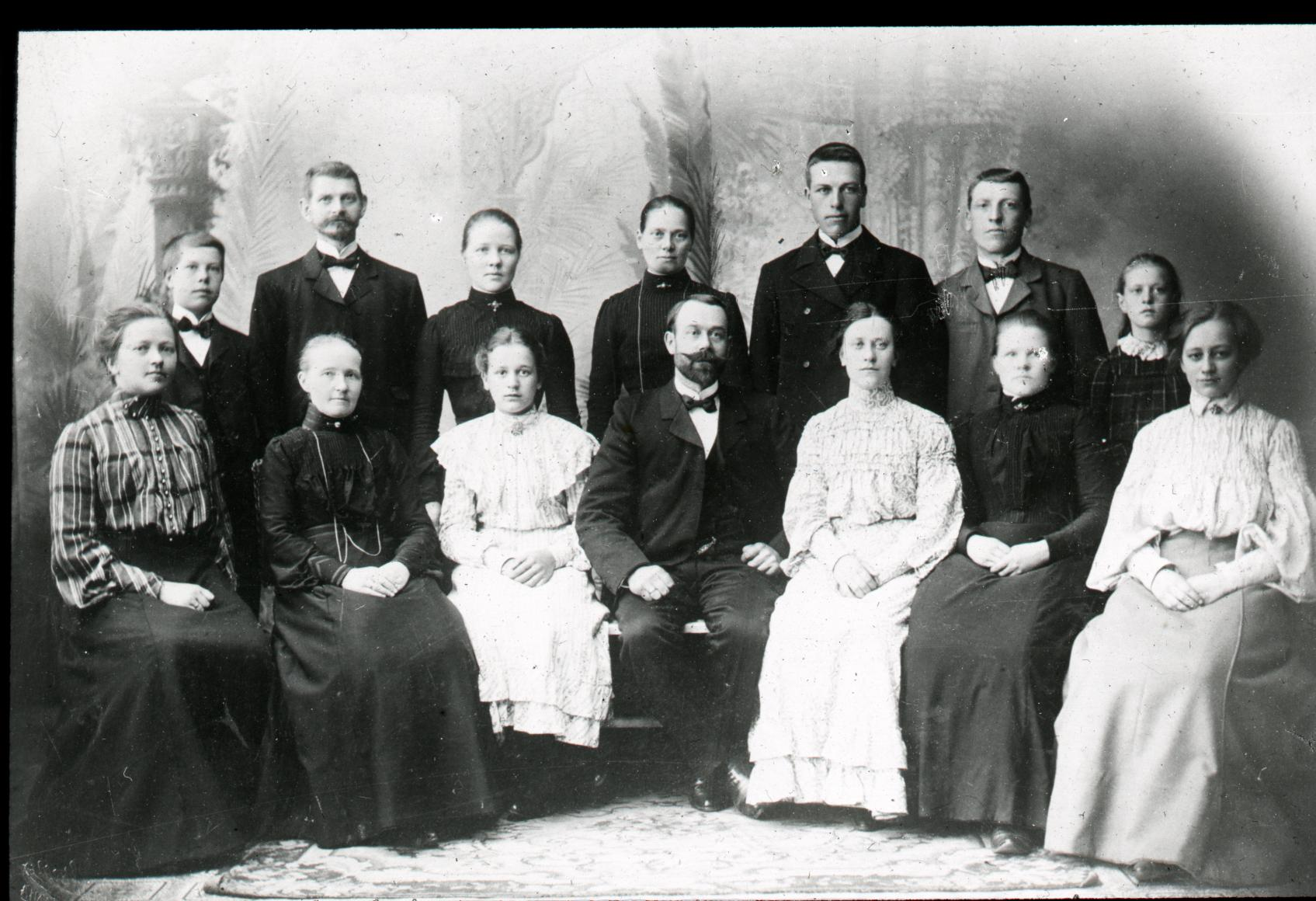
أعضاء في جوقة البعثة النرويجية التبشيريَّة، تعود الصورة العام 1904.

نفذت الكنيسة والحكومة النرويجيَّة برنامج تحويل شعب السامي في القرنين السادس عشر والسابع عشر وقد نجح البرنامج إلى حد كبير. وتأسست جامعة أوسلو في عام 1811 السماح للقساوسة بالتدريب في النرويج. ولم يمنح الدستور النرويجي لعام 1814 الحرية الدينية إذ ذكر منع اليهود واليسوعيين من الدخول إلى النرويج. وعلاوة على ذلك، كان الالتزام للمسيحية اللوثرية إلزاميًا، وكان ذلك التردد على الكنائس إلزاميًا. وتم رفع الحظر على الوعظ التبشيري في عام 1842، مما سمح بعدة حركات كنيسة حرة وحركة صحوة قوية في الكنيسة الإنجيلية اللوثرية. وبعد ثلاث سنوات، دخل ما يسمى قانون ديسنتر حيز التنفيذ، مما يسمح للجماعات المسيحية الأخرى أن تنشأ في النرويج. وأصبح الإلحاد مسموحًا به أيضًا، وتم رفع الحظر على اليهودية في عام 1851. وسمحت بنشوء الرهبانيات الكاثوليكية ودخول اليسوعيون ابتداءًا من عام 1897 و 1956 على التوالي.
وقد عدل الدستور النرويجي في عام 1964 مما سمح بحرية الدين؛ والإستثناءات كانت هي الأسرة المالكة النرويجية، التي يشترطها الدستور أن تكون على مذهب اللوثرية. وعلاوة على ذلك، يجب أن ينتمي نصف الحكومة على الأقل إلى كنيسة الدولة. في 21 مايو 2012 تم تعديل الدستور مرة أخرى لزيادة استقلالية الكنيسة الإنجيلية اللوثرية وتقليل العلاقة بالدولة. وكان رعاة الكنيسة نشطين في حركة المقاومة النرويجية خلال الحرب العالمية الثانية. كانت كنيسة الدولة نشطة أيضًا في النقاش الأخلاقي الذي نشأ في الخمسينيات من القرن العشرين.

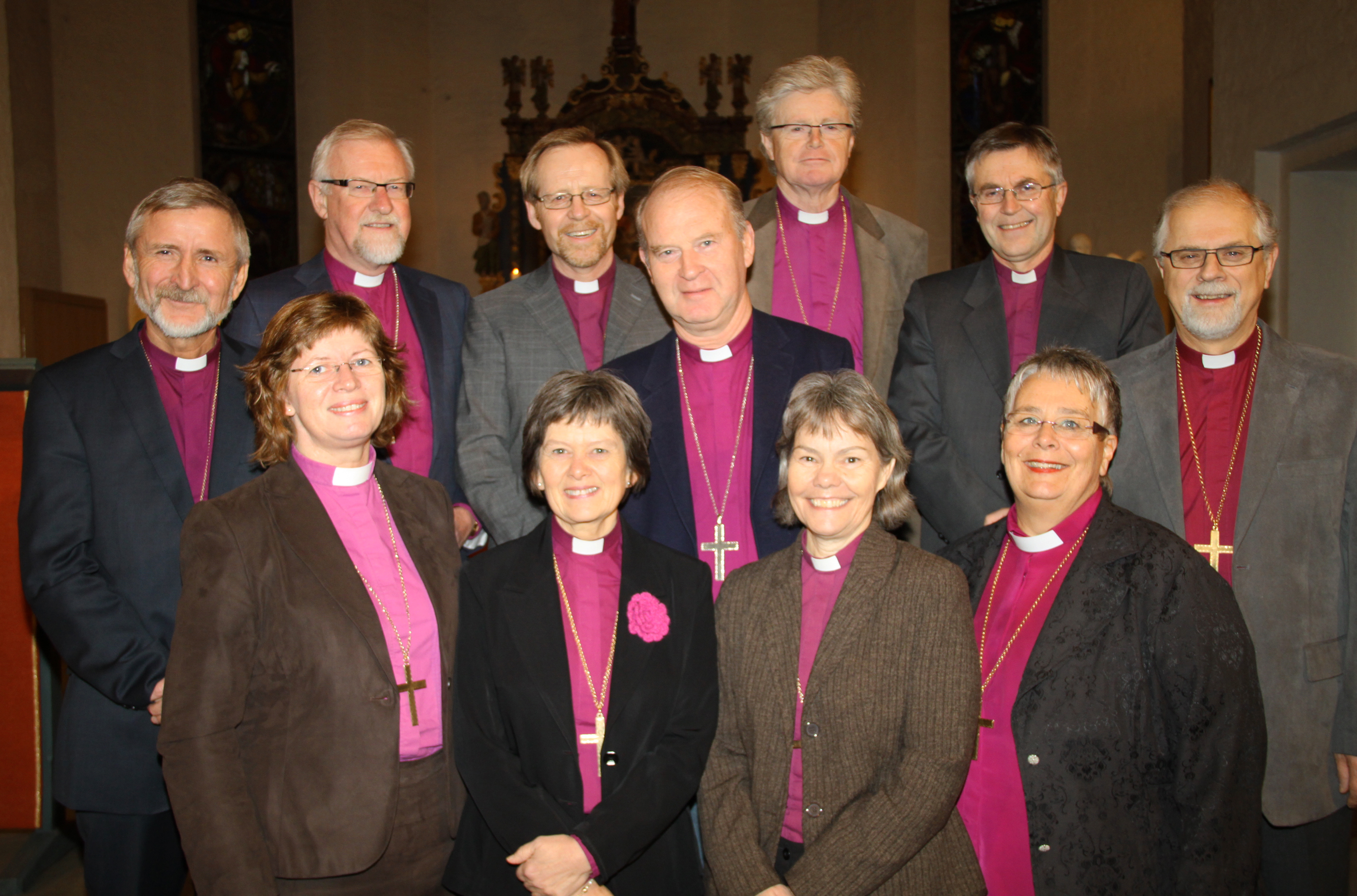
أساقفة كنيسة النرويج اللوثرية في عام 2009.

حسب التعداد الوطني لعام 2009 تصل نسبة النرويجيين المنتمين إلى كنيسة النرويج اللوثرية إلى 80.7%، مع ذلك فإن 20% فقط من النرويجيين يقول أن الدين يحتل مكاناً هاماً في حياتهم، وفقًا لاستطلاع للرأي أجرته مؤسسة غالوب، مما يجعل النرويج إحدى أكثر الدول علمانية في العالم (كانت استونيا والسويد والدنمارك فقط أقل من النرويج). في أوائل عقد التسعينات من القرن العشرين، قُدّر أن ما تتراوح نسبته بين 4.7% و5.3% من النرويجيين حضر الكنيسة على أساس أسبوعي. ما يصل إلى 40% من أعضاء الكنيسة يحضر الاجتماعات أو المناسبات الدينية مرة في السنة.
بلغت نسبة السكان غير المنتمين للكنيسة النرويجية حوالي 10% حسب إحصائية من 1 يناير سنة 2009 مقابل 80.7% من السكان هم أعضاء في كنيسة النرويج، وذلك اعتبارًا من 1 يناير سنة 2009 متراجعاً بنسبة 1% مقارنة مع العام السابق وبنسبة 2% عن عامين سابقين. حوالي 9% من سكان النرويج يصنفون كآخرون أي 431,000 شخص أعضاء في المجتمعات الدينية خارج كنيسة النرويج. يبلغ إجمالي أتباع الطوائف المسيحية الأخرى إلى 4.9%، من السكان بما في ذلك الإنجيلية اللوثرية الحرة والرومان الكاثوليك والمعمدانيين والخمسينية والميثوديون والأدفنتست والكنيسة السريانية الأرثوذكسية والمسيحيين من الآشوريين والكلدان وغيرهم.

## الطوائف المسيحية

### البروتستانتية

#### اللوثرية

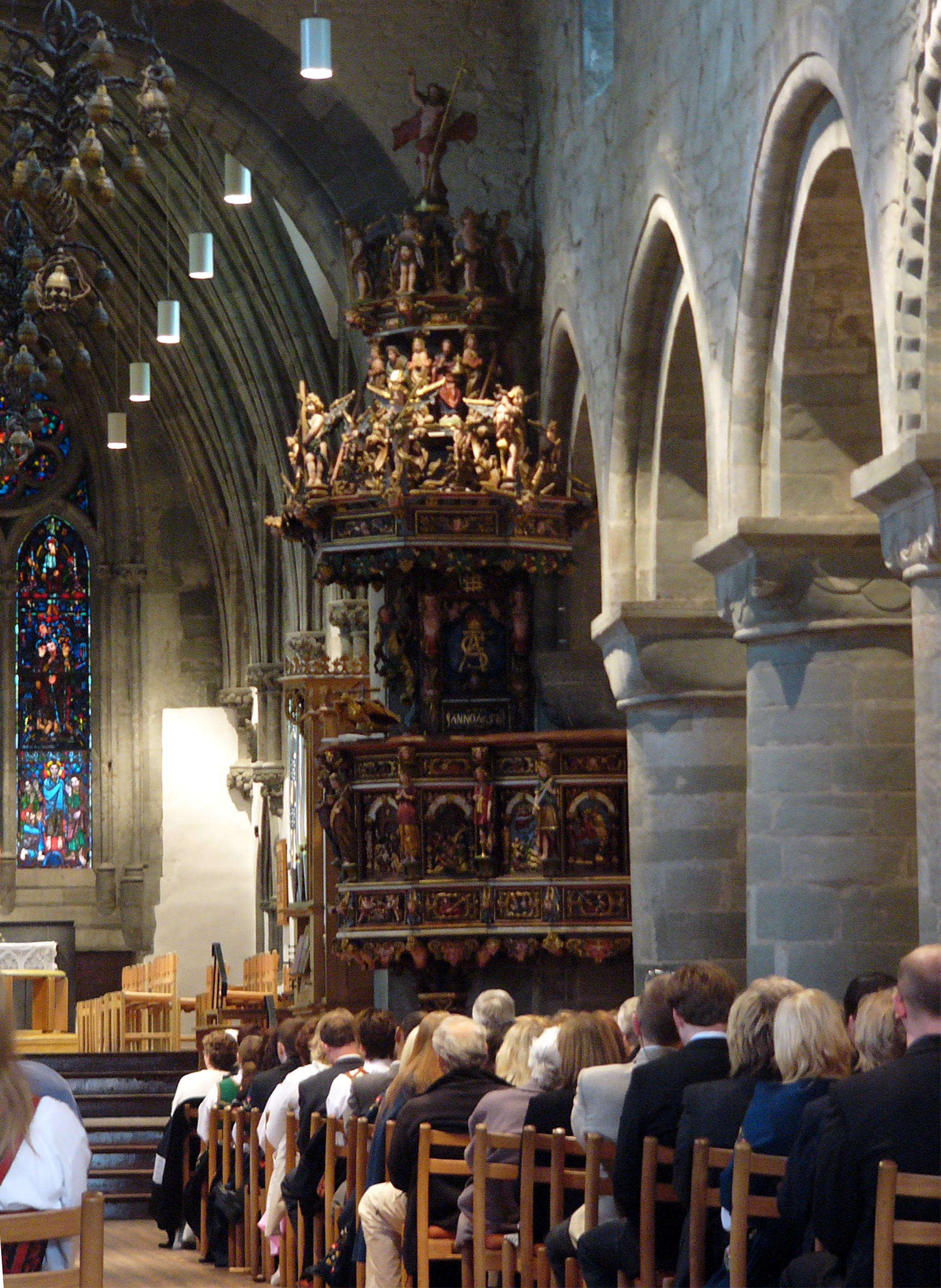
مصلون يؤدون الصلوت في كاتدرائيَّة ستافانغر اللوثريَّة.

ينتمي الأغلبية الساحقة من البروتستانت في النرويج إلى كنيسة النرويج (بالنرويجيَّة: Den norske kirke in Bokmål and Den norske kyrkja in Nynorsk) وهي كنيسة تتبع الفرع اللوثري من البروتستانتية، وهي بمثابة الكنيسة الشعبيَّة للنرويج، على النحو المنصوص عليه في دستور النرويج. وهي إلى حد بعيد أكبر كنيسة في النرويج، وقد كانت العضويَّة في صفوف الكنيسة إلزاميَّة لجميع المواطنين حتى القرن التاسع عشر. أساس عقيدة كنيسة النرويج اللوثرية تقوم على الكتاب المقدس، وقانون الرسل، وقانون نيقية، وقانون أثناسيان، والتعليم المسيحي للوثر وإقرار أوغسبورغ. الكنيسة هي عضو في رابطة بورفو. اعتبارًا من نهاية عام 2016 كان حوالي 71.5% من السكان ينتمون إلى كنيسة النرويج اللوثريَّة؛ أي حوالي 3.7 مليون عضو.
كانت النرويج المسيحية تدريجيًا منذ العصور الوسطى المتأخرة ومع تنصر البلاد أصبحت مملكة كاثوليكيَّة حتى القرن السادس عشر. وقد مارست الكنيسة الكاثوليكية درجة كبيرة من السيادة في النرويج، وشاركت السلطة أساسًا مع الملك بوصفه الحاكم العلماني. أدَّى الإصلاح البروتستانتي في الدنمارك والنرويج بين السنوات 1536 حتى 1537 إلى انفصال البلاد عن الكرسي الرسولي والتي أسفرت عن تأسيس كنيسة الدولة التي خضعت تمامًا للسلطة الملكية، وكان يرأس الكنيسة الملك. حتى عهد العصر الحديث، لم تكن كنيسة النرويج منظمة دينية فحسب، بل هي أيضًا واحدة من أهم أدوات السلطة الملكيَّة والسلطة الرسميَّة، وجزء هام من إدارة الدولة، وخاصًة على المستويين المحلي والإقليمي. الكنيسة اللوثرية في النرويج اعتبرت خلفا مباشرًا للكنيسة الكاثوليكية السابقة.
حتى عام 1969 كان اسم الكنيسة لأغراض إدارية هو ببساطة «كنيسة الدولة» أو في بعض الأحيان «الكنيسة»، في حين وصفها الدستور باسم «الكنيسة الإنجيلية اللوثرية». التعديل الدستوري في 21 مايو من عام 2012 دعى الكنيسة باسم «كنيسة الشعب النرويجي» (بالنرويجيَّة: Norges Folkekirke)، وأكّد وزير شؤون الكنيسة آنذاك تروند جيسك أن الإصلاح يعني أن «يتم الاحتفاظ بكنيسة الدولة». في 27 مايو من عام 2016، أصدر الستورتينجيت مشروع قانون جديد لإنشاء كنيسة النرويج ككيان قانوني مستقل بدلاً كفرع من الخدمة المدنيَّة، والقانون ساري المفعول في 1 يناير من عام 2017. وتزال الكنيسة لا تزال ممولة من قبل الدولة.
وفقًا لدراسة نشرها مركز بيو للأبحاث عام 2017 تحت عنوان خمسة عقود بعد الإصلاح تبين أنَّ 27% من البروتستانت النرويجيين قال أن للدين أهميَّة كبيرة في حياتهم، وقال 27% من البروتستانت النرويجيين أنه يُداوم على الصلاة يوميًا، وقال 9% من البروتستانت النرويجيين أنه يتردد على حضور القداس في الكنيسة على الأقل مرة في الأسبوع. وبحسب الدراسة أيضًا قال 30% من البروتستانت النرويجيين أنَّ الإيمان والأعمال الصالحة هي ضروريَّة للحصول على الخلاص، وهي نظرة أقرب للاهوت الكنيسة الكاثوليكيَّة؛ في حين قال 51% من البروتستانت النرويجيين أنَّ الإيمان وحده هو ضروريَّ للحصول على الخلاص، وهي نظرة لاهوتيَّة من الفكر البروتستانتي والتي تقول أنّ الحصول على الخلاص أو غفران الخطايا هو هديّة مجانيّة ونعمة الله من خلال الإيمان بيسوع المسيح مخلصًا، وبالتالي ليس من شروط نيل الغفران القيام بأي عمل تكفيري أو صالح.

#### الكنائس الحرة

مدرسة الجمعية التبشيرية المعمدانية.

شهد القرن التاسع عشر نمو الكنائس الإنجيلية الحرة المختلفة، مما دفع الكثيرين إلى الابتعاد عن طقوس الكنيسة الرسميَّة. وتعرف هذه الكنائس باسم الكنيسة الإنجيلية اللوثرية الحرة في النرويج (بالنرويجيَّة: Den Evangelisk Lutherske frikyrkja i Noreg in Norwegian) ولا ينبغي الخلط بين هذه الكنيسة وبين كنيسة النرويج، على الرغم من أن كلتا الكنائس هما عضوان في الاتحاد اللوثري العالمي. اعتبارًَا من عام 2009 تتكون الكنيسة الإنجيلية اللوثرية الحرة من واحد وثمانين جماعة مع 19,262 عضوًا. ويعود أصول تأسيس الكنيسة إلى عام 1877 في مدينة موس الساحليَّة.
تأسست أول جماعة معمدانية في شين في عام 1862، وبحلول عام 1879 كان هناك خمسة عشر تجمعات معمداني. كانت هذه الجماعات تمول أساسًا من قبل الجمعية التبشيرية المعمدانية، ومنذ عقد 1890 أصبحت المنظمة تتجه نحو الولايات المتحدة. وتأسست مدرسة دينية في أوسلو في عام 1910، وبعد خمس سنوات منذ أن أصبحت عضوًا مؤسسًا في التحالف المعمداني العالمي. في عام 2009 وصل عدد أتباع الكنيسة المعمدانية حوالي 10,283 شخص يتوزعون على سبعة وتسعين تجمع. وتمتلك الكنيسة مدرسة هولتكيلن الثانوية الشعبية.
ويعود حضور الكنائس الخمسينية في النرويج إلى عام 1907 مع قدوم توماس بال بارات وهو مبشر بريطاني من أصول نرويجيَّة، وفي عام 2009 وصلت أعداد الخمسينيين إلى حوالي 39,590 أي حوالي 0.8% من مجمل السكان. وفي عام 2009 وصلت أعداد أتباع الكنيسة الميثودية حوالي 10,974 شخص.

### الكاثوليكية

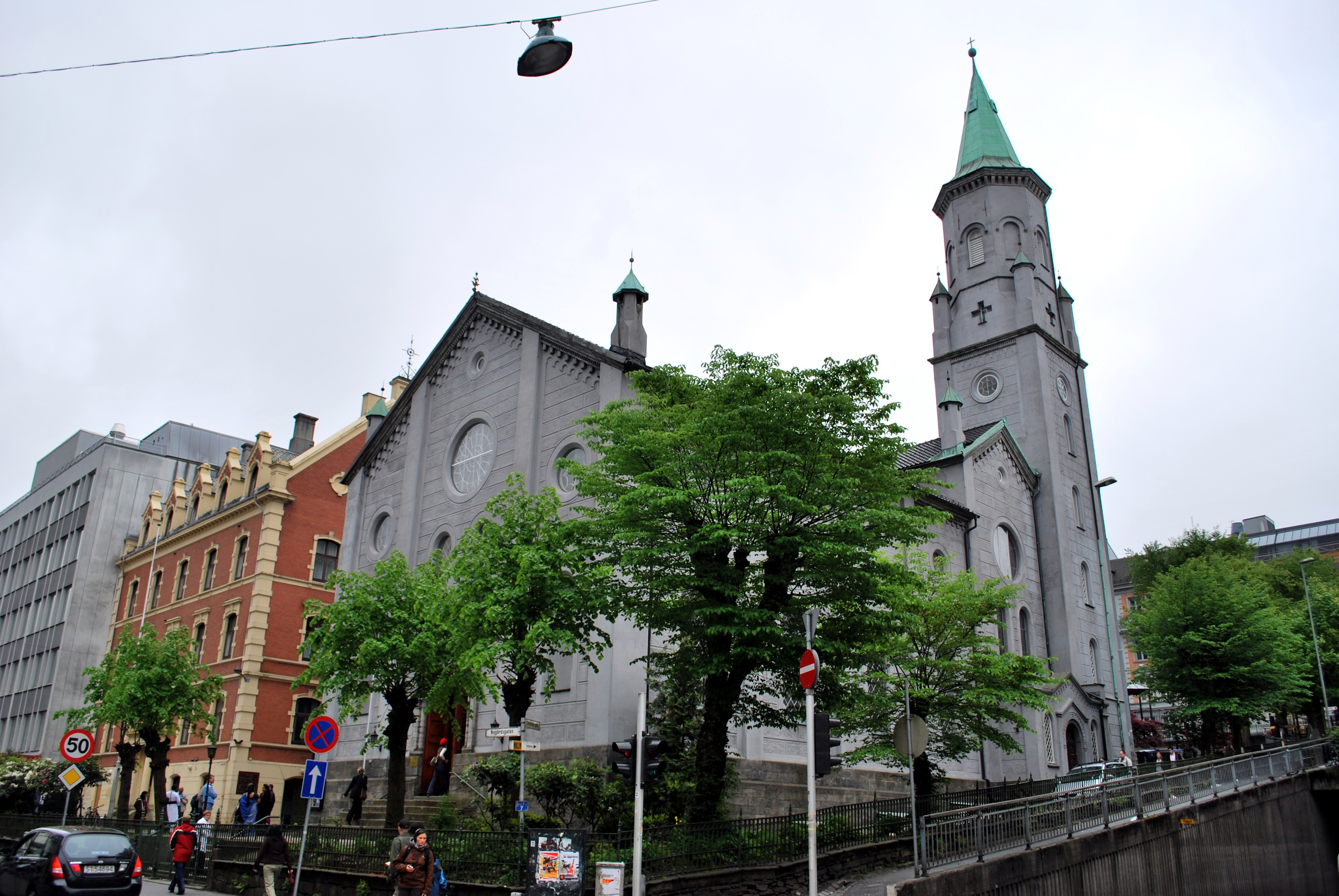
كاتدرائية القديس بولس الكاثوليكيَّة في برجن.

الكنيسة الكاثوليكية النرويجيَّة هي جزء من الكنيسة الكاثوليكية العالمية في ظل القيادة الروحية للبابا في روما ومجلس الأساقفة الإسكندنافي. اعتبارًا من مايو عام 2014، كان أكثر من 151,000 كاثوليكي مسجلين في النرويج، 70% منهم ولدوا في الخارج. وشكلوا حوالي 5% من مجمل السكان، وبالتالي لدى النرويج أعلى نسبة للكاثوليك في أوروبا الشمالية. وينقسم الكاثوليك في المملكة إلى ثلاث مقاطعات كنسية وهي مطرانيَّة أوسلو وتروندهايم وترومسو والتي تضم 32 أبرشية.
في مطلع القرن العشرين كان معظم المهاجرين الكاثوليك قادمين من ألمانيا وهولندا وفرنسا. وتلتها هجرة لكاثوليك من تشيلي والفلبين إلى جانب مجموعة واسعة من البلدان الأخرى في السبعينيات. وقد ازداد هذا التدفق في السنوات الماضية مع المهاجرين الاقتصاديين من بولندا وليتوانيا. في الآونة الأخيرة فاقت أعداد الكاثوليك النرويجيين العرقية المهاجرين، على الرغم من أنه يميل الكاثوليك النرويجيين عرقية إلى أن يكونوا أكثر تدينًا ومن المحافظين.

### الأرثوذكسية

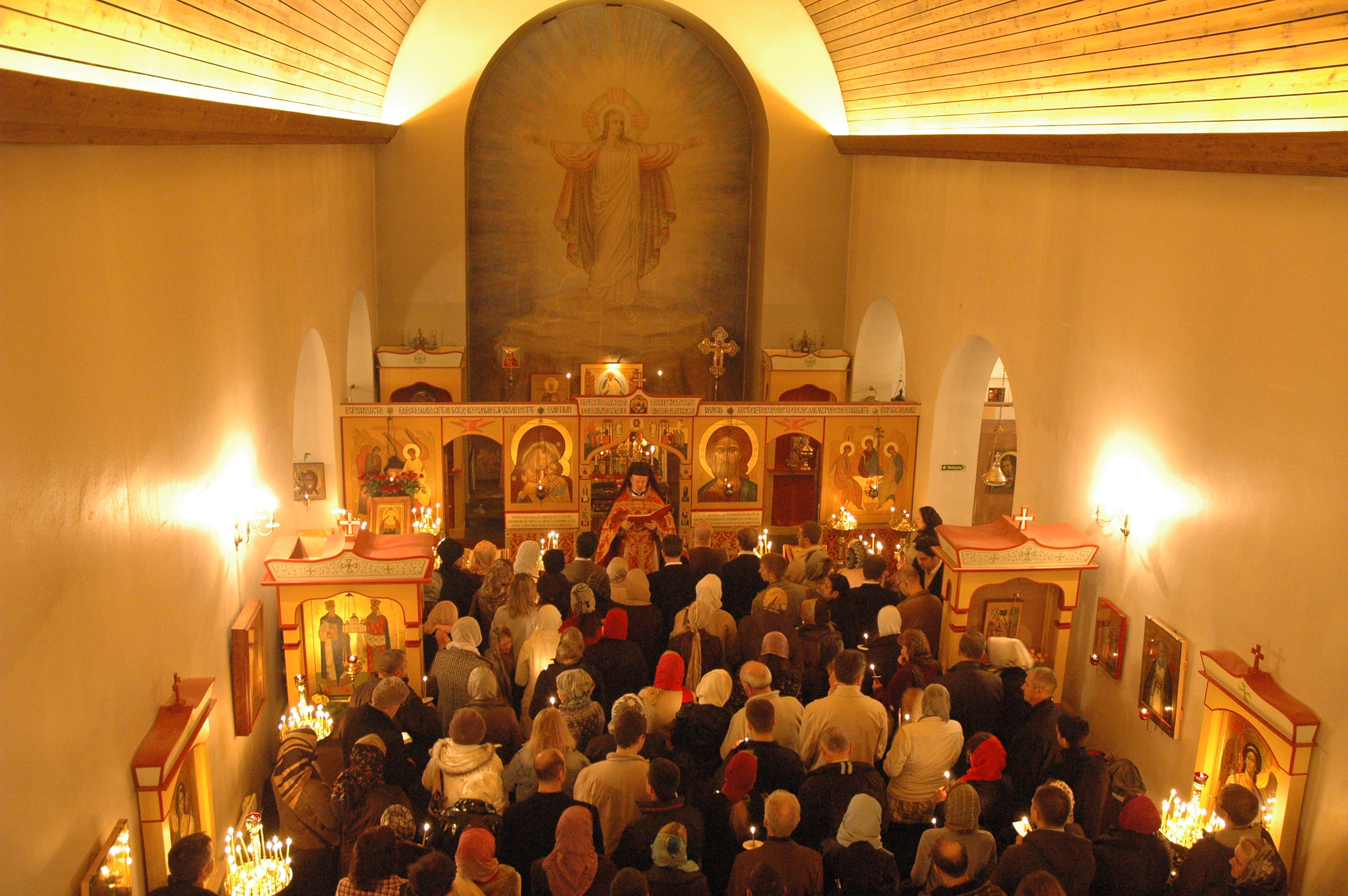
أرثوذكس يؤدون الصلوات في كاتدرائية المخلص الروسية الأرثوذكسية في أوسلو.

يعود أول اتصال للنرويج مع الأرثوذكسية الشرقية من خلال اتصالات الفايكنج النرويجيين كل من الإمبراطورية البيزنطية وجيرانهم الروس. في القرن السادس عشر قدم المبشر الروسي تريفون من بيشنغا للبلاد، وعمل بين السكان من قومية سامي وبني كنيسة أرثوذكسية على طول نهر نيدن. بعد الثورة البلشفية في عام 1917، فر عدد من اللاجئين الأرثوذكس من روسيا إلى الدول الإسكندنافية إلى السويد في البداية وفي نهاية المطاف إلى النرويج. وفي عام 1931، تأسست كنيسة القديس نيكولاي في أوسلو. هذه الجماعة الأرثوذكسية التي تبعت التقاليد الروسية خضعت لسلطة بطريركية القسطنطينية المسكونية وكانت أول جماعة أرثوذكسية حديثة أنشئت في النرويج. شهدت الستينات والسبعينيات تدفق الأرثوذكس من اليونان بالإضافة إلى اعتناق المذهب الأرثوذكسي من قبل النرويجيين. وقد ازدادت أعدد المسيحيين الأرثوذكس في النرويج من خلال الهجرة من كل من روسيا ويوغوسلافيا السابقة وبلدان أوروبا الشرقية بشكل كبير منذ عام 1990. وشهد العقد الماضي أيضًا إقامة لمجتمعات أرثوذكسية تتبع التقاليد الصربيَّة والبلغاريَّة والرومانيَّة. أما الوجود الآشوري/السرياني/الكلداني الفعلي في النرويج فيعود إلى فترة السبعينات من القرن العشرين عندما بدأ سريان طور عابدين في تركيا بالهجرة إلى النرويج تحت ضغط المعارك الدائرة بين حزب العمال الكردستاني والجيش التركي. كما لحق بهم سريان شمال شرق سوريا ابتداء من الثمانينات من القرن العشرين والآشوريين الكلدان العراقيين منذ التسعينات من القرن العشرين.
في عام 2012 كانت أعداد الأرثوذكس المسجلين في النرويج حوالي 11,205 شخص أي حوالي 0.2%، وقد شهدت أعداد الأرثوذكس زيادة ملحوظة حيث كانت أعدادهم في عام 2000 حوالي 2,315 شخص. وتشير عدد من التقديرات التقديرات إلى أن المسيحية الأرثوذكسية هي أسرع الطوائف انتشارًا فيها مع معدل نمو 231.1% وذلك بين الأعوام 2000 حتى 2009.

### طوائف مسيحية أخرى
شهود يهوه هي أكبر طائفة مسيحية لاثالوثية مع عدد أتباع يقدرون بحوالي 14,976 شخص في عام 2009. واعتبارًا من عام 2010 قدرت أعداد أتباع كنيسة يسوع المسيح لقديسي الأيام الأخيرة بحوالي 4,300 شخص.

## ديموغرافيا

### التعداد الوطني
| الديانة (في عام 2013) | الأعضاء   | النسبة | النمو (2009–2013) |
| --------------------- | --------- | ------ | ----------------- |
| مسيحية                | 4,161,220 | 82.4%  | 1.9%              |
| لوثرية                | 3,902,031 | 77.2%  | 0.2%              |
| كاثوليكية             | 121,130   | 2.4%   | 111.2%            |
| خمسينية               | 39,412    | 0.8%   | −0.4%             |
| أرثوذكسية شرقية       | 12,959    | 0.3%   | 69.1%             |
| شهود يهوه             | 12,049    | 0.2%   | −19.5%            |
| ميثودية               | 10,715    | 0.2%   | −2.4%             |
| معمدانية              | 10,213    | 0.2%   | 10%               |
| أخوة سميث             | 7,259     | 0.1%   | 7.1%              |
| أدفنتست               | 4,841     | 0.1%   | −4.8%             |
| طوائف مسيحيَّة أخرى     | 40,611    | 0.8%   | 7.1%              |
| المجمل                | 5,051,275 | 100.0% | 5.3%              |

### جمعية أرشيف بيانات الدين
| الديانة    | النسبة (2010) |
| ---------- | ------------- |
| مسيحيون    | 92.0%         |
| لاأدريون   | 3.5%          |
| مسلمون     | 2.8%          |
| بوذيون     | 0.7%          |
| ملحدون     | 0.6%          |
| بهائيون    | 0.1%          |
| وثنيون جدد | 0.1%          |

### الإنتشار حسب المقاطعة
| مقاطعة         | مسيحيون (2006) |
| -------------- | -------------- |
| نور تروندلاغ   | 91.2%          |
| سوغن وفيوردانه | 90.4%          |
| موره ورومسدال  | 90.2%          |
| نوردلاند       | 89.9%          |
| أوبلاند        | 89.6%          |
| فينمارك        | 89.2%          |
| هدمارك         | 89.1%          |
| ترومس          | 88.8%          |
| أوست أغدر      | 87.5%          |
| هوردالان       | 87.3%          |
| سور تروندلاغ   | 86.7%          |
| تلمارك         | 86.6%          |
| فست أغدر       | 85.6%          |
| روغالاند       | 85.4%          |
| فستفولد        | 84.8%          |
| أوستفولد       | 84.6%          |
| النرويج        | 84.2%          |
| بوسكرود        | 83.0%          |
| آكرشوس         | 81.4%          |
| أوسلو          | 65.8%          |

## المجتمع

### الحياة الدينية

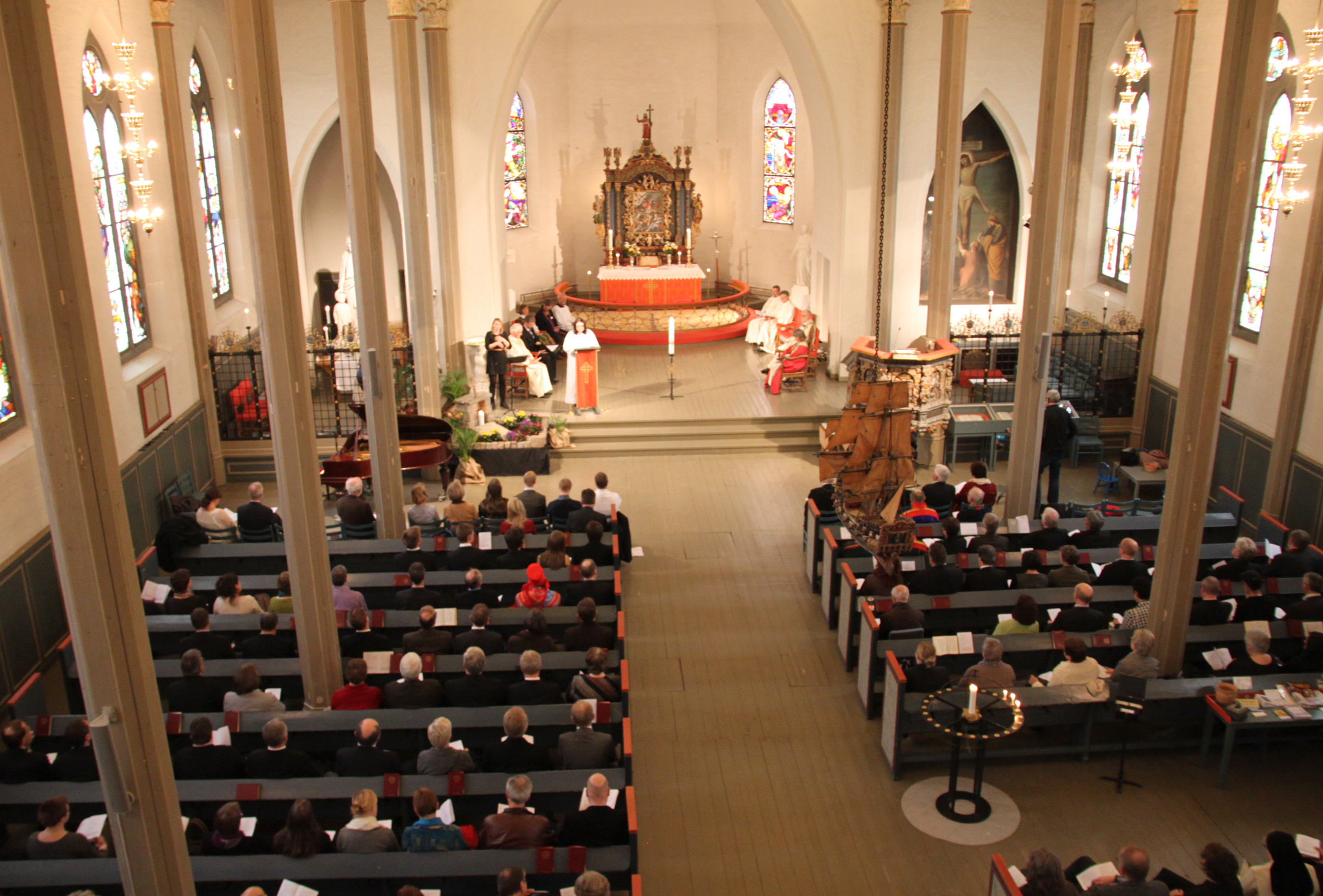
نرويجيين يؤدون الصلوات.

في عام 2010 تم تعميد حوالي 70% من أطفال النرويج في الكنيسة، ويصبح الطفل عند تعميده عضواً في الكنيسة. يقام احتفال كبير في العائلة عند تعميد الطفل، وتقدم الهدايا للطفل المعمد.
بلغ عدد الذين خضعوا لسر التثبيت في الكنيسة حوالي 65% في عام 2010، ويقام الطقس عند بلوغ الشخص سن 14-15 عاما الخضوع لسر التثبيت، وعند قيامهم بسر التثبيت يعني ذلك رغبتهم في البقاء كأعضاء في الكنيسة. يخضع الشاب/ة قبل سر التثبيت إلى دورة تحضيرية، سواء في الكنيسة أو منظمة للنظرة في الحياة. عادة ما يقام احتفال كبير عند خضوع الشاب/ة لسر التثبيت وتقدم فيه الهدايا. وتُعقد نصف حالات الزواج في النرويج تقريبًا في الكنيسة، بالمقابل يدفن 90% من النرويجيين بواسطة الكنيسة، أي أن القس هو الذي يترأس مراسم الدفن.
جزء من الأعياد المسيحية هي عطل رسمية في المملكة مثل عيد الميلاد وعيد الفصح. في ليلة عيد الميلاد من المعتاد فيها تناول الأطعمة التقليدية في وجبة الغداء مع الأسرة. هناك عادات مختلفة في مختلف مناطق البلاد، ولدى غالبيتهم عاداتهم الخاصة والتي يرون أنه من المهم التمسك بها، ومن المعتاد تبادل الهدايا من ليلة الاحتفال بميلاد يسوع – هدايا أعياد ميلاد يسوع.
ويحتفل بعيد الصعود بعد مرور 40 يوماً على عيد الفصح، ويحتفل بعيد العنصرة بعد مرور 50 يوماً من عيد الفصح، ويعد هذان العيدان من الأعياد الدينية المسيحية، ويعد يوم الاحتفال بعيد الصعود واليوم الثاني لاحتفالات عيد العنصرة عطلة رسمية.

### الحزام الإنجيلي

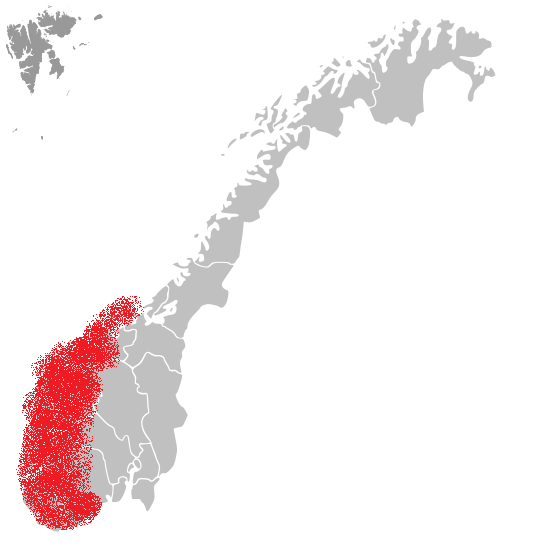
خريطة النرويج توضح مناطق الحزام الإنجيلي النرويجي باللون الأحمر.

يعتبر الحزام الإنجيلي النرويجي (بالنرويجيّة: bibelbeltet) هو مصطلح غير رسمي يُطلق على إقاليم تقع في النرويج تُشكِل فيه البروتستانتية المحافظة اجتماعياً مقارنًة في بقية أنحاء المملكة. عادة المصطلح تغطي غرب النرويج حيث 88% من سكان المنطقة مسيحيين، وجنوب النرويج؛ والتي تتضمن مقاطعات النرويج التاليَّة روغالاند، وهوردالان، وسوغن وفيوردانه، وموره ورومسدال، وفست أغدر وأوست أغدر. المنطقة الأكثر حضرية مدينة ستافانغر، والتي عرفت سابقًا باسم العاصمة المتدينة في النرويج، شهدت علمنة منذ 1960، وبالتالي لم تعد جزءًا من الحزام الإنجيلي. حيث تُشكِل فيه البروتستانتية اللايستادينية والكنائس الإنجيلية المحافظة اجتماعياً جزءاً رئيسياً من الثقافة، والتردد على الكنائس المسيحية فيه أعلى منه في بقية محافظات السويد. يرفض سكان المنطقة عمومًا حقوق المثليين جنسيًا، والإجهاض والموت الرحيم. وتبرز في هذه المنطقة ظاهرة التبشير التلفازيّ.
وتعرف منطقة الحزام أيضًا انتشار قوي لحركة التقوية، الذي تعارض السلطة المركزية للكنيسة الرسمية لدولة النرويج. روغالاند هي موطن لعدد من الجمعيات التبشيرية وتعد أقوى قاعدة لكل من حزبين الديمقراطية المسيحية الرئيسيين، حزب اليسار المعتدل والحزب المسيحي الشعبي.
تُعرف المنطقة بأعلى نسب من حيث التردد على الكنائس والمواظبة على الطقوس المسيحية. لدى كل من منطقة أوست-أغدر، وسترة-أغدر وروغالاند أعلى نسبة من المزارعين المتزوجين، وأدنى نسبة مساكنة. لدى منطقة روغالاند وسوغن فيوردان أدنى نسبة من حالات الطلاق والانفصال، ولديها أيضًا أعلى نسبة من المزارعين غير المتزوجين. ووفقا لمعهد البحوث Forskning.no هذا النمط من العلاقة هي الحال في الحزام الإنجيلي النرويجي.

### السياسة
كتب كل من كول دورهام وسام يندهولم أنه «لمدة ألف سنة كانت مملكة النرويج دولة الكنيسة المسيحية» ومع المرسوم الملكي عام 1739 أصبح «التعليم الابتدائي لجميع الأطفال النرويجي إلزاميًا، حتى يتسنى لجميع النرويجيين القدرة على قراءة الكتاب المقدس وسيطرة الكنيسة اللوثرية على التعليم المسيحي بشكل مباشر».
ينص الدستور النرويجي الحديث على أن«كنيسة النرويج، الكنيسة الإنجيلية اللوثرية، الكنيسة الوطنية للنرويج وتحصل على الدعم الدائم من الدولة». وعلى هذا النحو، يذكر الدستور «اللوثرية هي الدين الرسمي للدولة وأن الملك هو الرئيس الزمني الأعلى للكنيسة». وتعتمد كنيسة النرويج «على الضرائب الولائية والمحلية». وهي المسؤولة من أجل «الحفاظ على مباني الكنائس والمقابر». ذكر جون ت. فلينت أن «أكثر من 90 في المئة من السكان تزوجوا من قبل رجال الدين في كنيسة الدولة، وتم تعميد أغلب أطفال النرويج، وحصلت أغلب الجنائز في الكنائس».

### الوضع الحالي

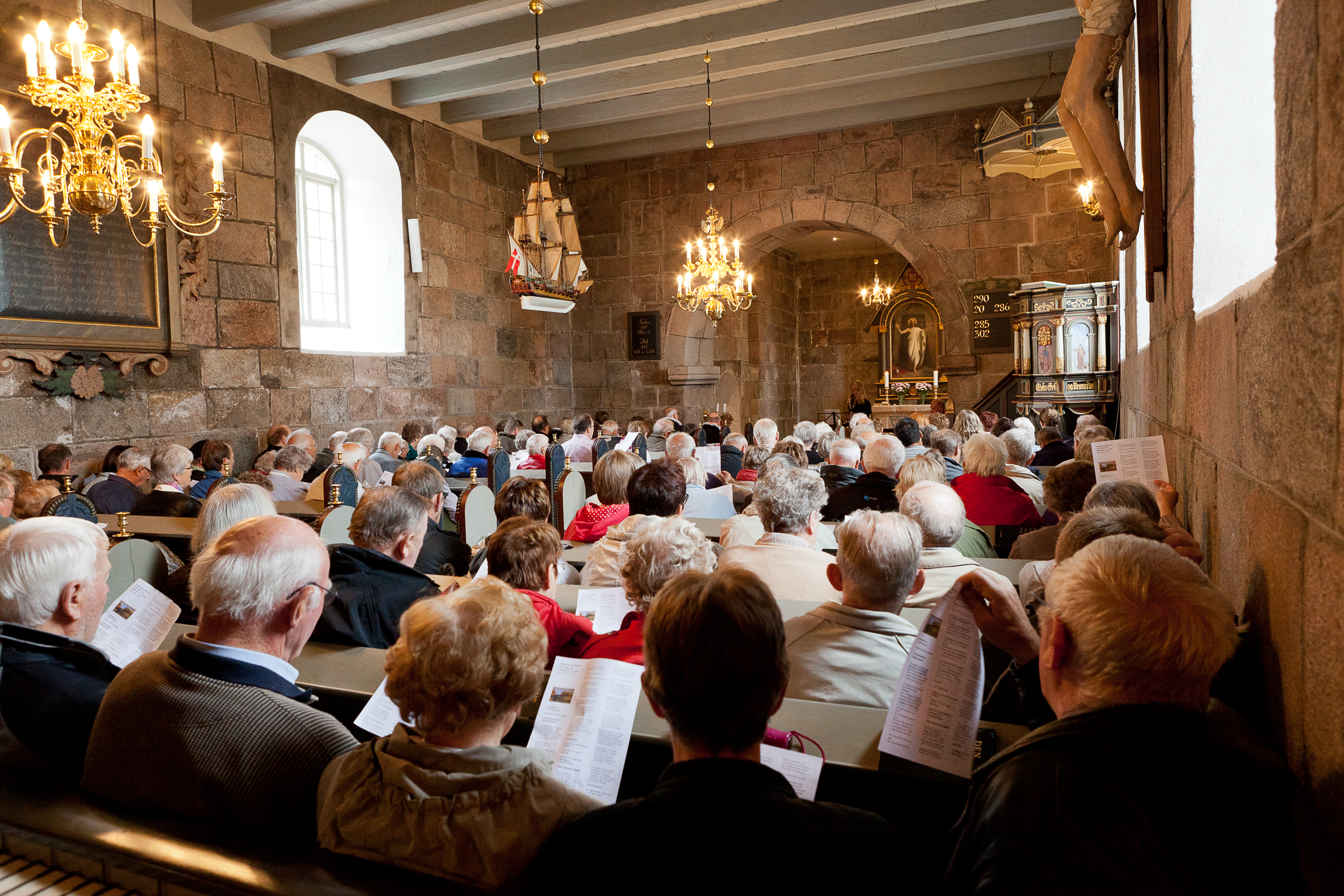
نرويجيين يؤدون الصلوات في نورس كيرك.

وجدت دراسة قامت بها مركز بيو للأبحاث عام 2018 أنَّ حوالي 43% من النرويجيين قالوا أنهم مسيحيين إسميين وحوالي 9% قال أنه مسيحي يُداوم على حضور القداس، بالمقابل وققاً للتعداد السكاني في نهاية عام 2016 كان حوالي 78.5% من سكان النرويج من المسيحيين. عمومًا حصل حوالي 93% من مجمل النرويجيين على سر المعمودية، وقال حوالي 79% أنه تربى على التقاليد المسيحيَّة. حوالي 4% من المسيحيين في النرويج تربوا على تقاليد دينية غير مسيحيَّة وتحولوا للمسيحية لاحقاً.
وبحسب الدارسة قال 69% من المسيحيين النرويجيين أنَّ للدين أهميَّة في حياتهم، وقال 96% من المسيحيين النرويجيين المُداومين على حضور القداس أنهم يؤمنون بالله بالمقابل قال 79% من المسيحيين الإسميين ذلك. ويُداوم حوالي 26% من المسيحيين النرويجيين على حضور القداس على الأقل مرة في شهر، ويصوم حوالي 4% منهم خلال فترات الصوم، ويرتدي 21% الرموز المسيحيَّة، ويُقدم حوالي 61% منهم الصدقة أو العُشور، ويُشارك 8% معتقداتهم مع الآخرين، في حين أنَّ 47% من المسيحيين يُداومون على الصلاة ويعتبر 45% منهم متدينين، ويعتبر مسيحيين النرويج من أكثر المجتمعات المسيحية علمانية في العالم. كما وحصل 95% من مجمل المسيحيين النرويجيين على سر المعمودية، وقال 78% منهم أنه سيربي طفله على الديانة المسيحيَّة ويذكر أنَّ 14% من غير المنتسبين لأي ديانة في النرويج قالوا أنهم سيربون طفلهم على الديانة المسيحيَّة، وبحسب الدراسة أعرب حوالي 77% من النرويجيين المسيحيين بأنَّ هويتهم المسيحيَّة هي مصدر فخر واعتزاز بالنسبة لهم، ويوافق 35% منهم على التصريح أنَّ المسيحية هي عاملًا هامًا لكي تكون وطنيًا. وقال 96% منهم أنه يعرف «الكثير» عن المسيحية.
على المستوى الاجتماعي والسياسي قال 81% من النرويجيين المسيحيين أن الكنائس تلعب دور ايجابي في مساعدة الفقراء والمحتاجين، وعبرَّ 78% من المسيحيين المتلزمين للغاية عن وجهات نظر إيجابية للمؤسسات الدينية مقابل 36% من المسيحيين الأقل التزاماً. ورفض 75% من النرويجيين المسيحيين القول أنَّ «العِلم يجعل الدين غير ضروري في حياتي!»، كما وقال أقل من 1% من النرويجيين المسيحيين أن تعاليم المسيحيَّة لاتُروج للعنف مقابل 11% منهم قال أن تعاليم الإسلام تُروج للعنف، كما وقال حوالي 28% منهم أنه يعرف شخص يهودي على المستوى الشخصي، ويعرف حوالي 67% شخص ملحد على المستوى الشخصي، ويعرف حوالي 62% شخص مُسلم على المستوى الشخصي. وقال 3% من النرويجيين المسيحيين أنهم غير مستعدين لتقبل اليهود داخل عائلتهم، بالمقابل يقول 19% من النرويجيين البروتستانت بأنه غير مستعد لتقبل المسلمين داخل عائلتهم. يذكر أنه وفقاً لمركز بيو للأبحاث 89% من المسيحيين النرويجيين متزوجين من أشخاص من نفس الديانة.